# Tossal de la Creu (Segarra)
El Tossal de la Creu o Tossal de Puig-redon, és una muntanya de 658 metres que es troba entre els municipis de Biosca i de Torà, a la comarca del Solsonès, al nord de la Serra de l'Aguda.
Al cim podem trobar-hi un vèrtex geodèsic (referència 271104001).
Aquest cim està inclòs al llistat dels 100 cims de la FEEC.